# Alkanna
Alkanna ist eine Pflanzengattung innerhalb der Familie der Raublattgewächse (Boraginaceae). Die etwa 50 Arten sind von Südeuropa bis Nordafrika und Südwestasien bis in den Iran verbreitet.

## Beschreibung

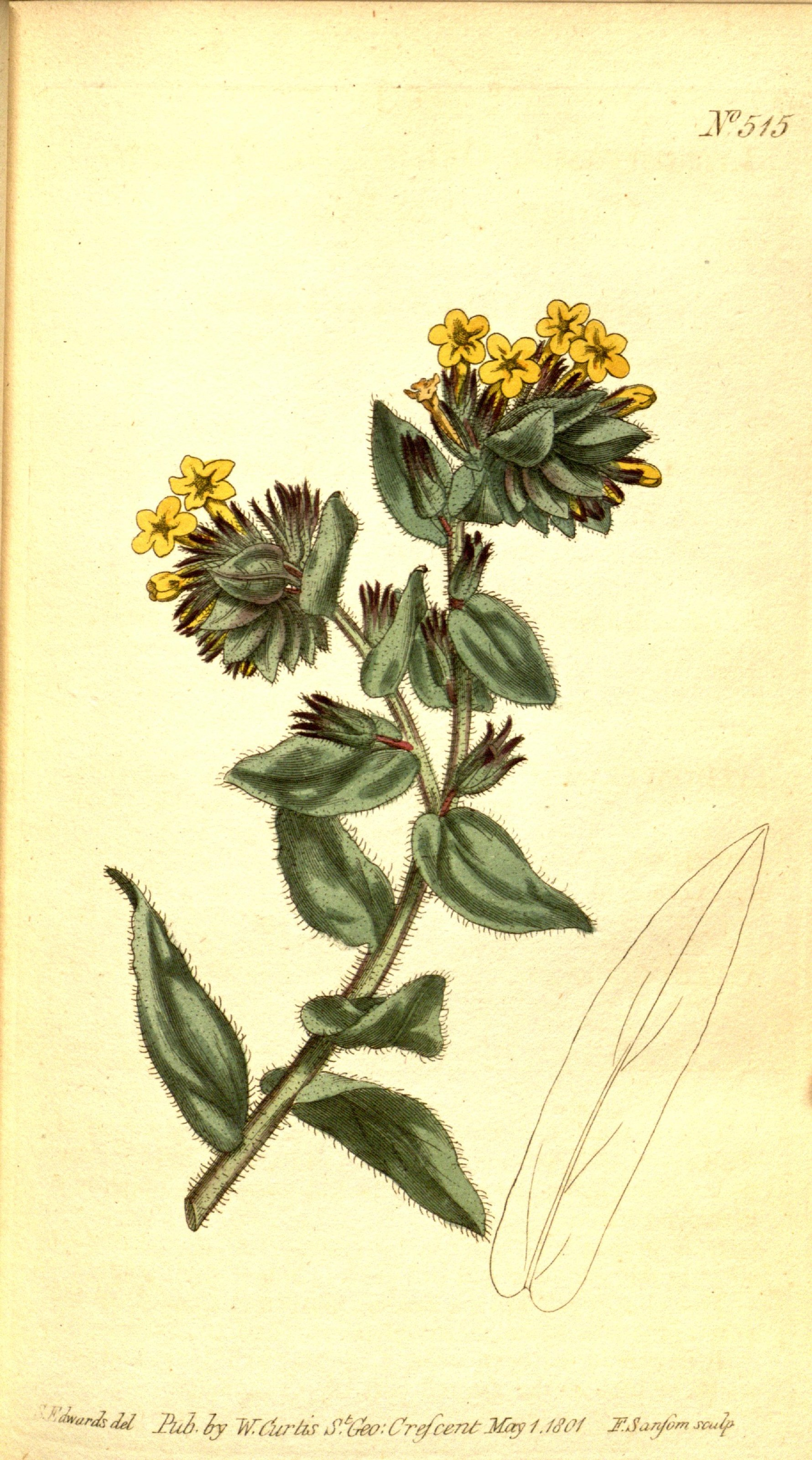
Illustration aus Curtis's Botanical Magazine No. 515 von Alkanna orientalis

### Vegetative Merkmale
Alkanna-Arten wachsen als einjährige bis ausdauernde krautige Pflanzen. Das Indument ist sehr unterschiedlich, die Trichome können drüsig sein.
Die wechselständig angeordneten Laubblätter sind einfach. Die mittleren und oberen Laubblätter sind sitzend und am Stängel herablaufend. Nebenblätter fehlen.

### Generative Merkmale
Wenige Blüten stehen in endständigen zusammengesetzten oder einfachen Wickeln zusammen. Es sind Tragblätter vorhanden. Es können Blütenstiele vorhanden sein oder die Blüten sind fast sitzend.
Die Blüten duften oft süß. Die zwittrigen Blüten sind fast radiärsymmetrisch und fünfzählig mit doppelter Blütenhülle. Die fünf haltbaren Kelchblätter sind nur an ihrer Basis verwachsen. Die Kelchlappen sind lanzettlich-linealisch und öffnen nach Abwerfen der Frucht sternartig. Die fünf weißen, gelben oder rosafarbenen bis blauen Kronblätter sind zu einer mehr oder weniger zylindrischen Röhre verwachsen mit trichterförmigen Saum, der einen Haarring besitzt, manchmal mit kleinen Einstülpungen am Schlund. Die Kronlappen sind hellen und viel kürzer als die Kronröhre. Es ist nur ein Kreis mit meist fünf fertilen Staubblättern vorhanden. Die Staubblätter sind etwa in der Mitte der Kronröhre inseriert und überragen diese nicht. Die kahlen Staubfäden sind viel kürzer als die Staubbeutel. Die Staubbeutel sind länglich mit stumpfem oberen Ende. Der einfache Griffel überragt die Kronröhre nicht und endet in einer kleinen einfachen Narbe.
Die Zerfallsfrüchte zerfallen in nur meist ein oder zwei, selten vier Teilfrüchte, hier Klausen genannt. Die fast nierenförmigen oder schief-eiförmigen Klausen sind gekrümmt und ihre Oberfläche ist granulär, gerunzelt bis fein warzig, selten glatt. Der Schnabel ist gerade, horizontal bis gekrümmt.

## Systematik

### Taxonomie
Die Gattung Alkanna wurde 1824 durch Ignaz Friedrich Tausch in Bemerkungen über Anchusa angustifolia und einige minder bekannte Arten. In: Flora oder Allgemeine Botanische Zeitung, Band 7, Nummer 1, S. 225–235 aufgestellt. Typusart ist Alkanna tinctoria Tausch. Ein Homonym ist Alkanna Adans., das 1763 in Familles des Plantes, 2, S. 444 veröffentlicht wurde. Synonyme für Alkanna Tausch nom. cons. sind: Baphorhiza Link, Camptocarpus C.Koch, Campylocaryum DC. ex Meisn., Onochiles Bubani, Rhytispermum Link.

### Äußere Systematik
Die Gattung Alkanna gehört zur Tribus Lithospermeae in der Unterfamilie Boraginoideae innerhalb der Familie Boraginaceae.

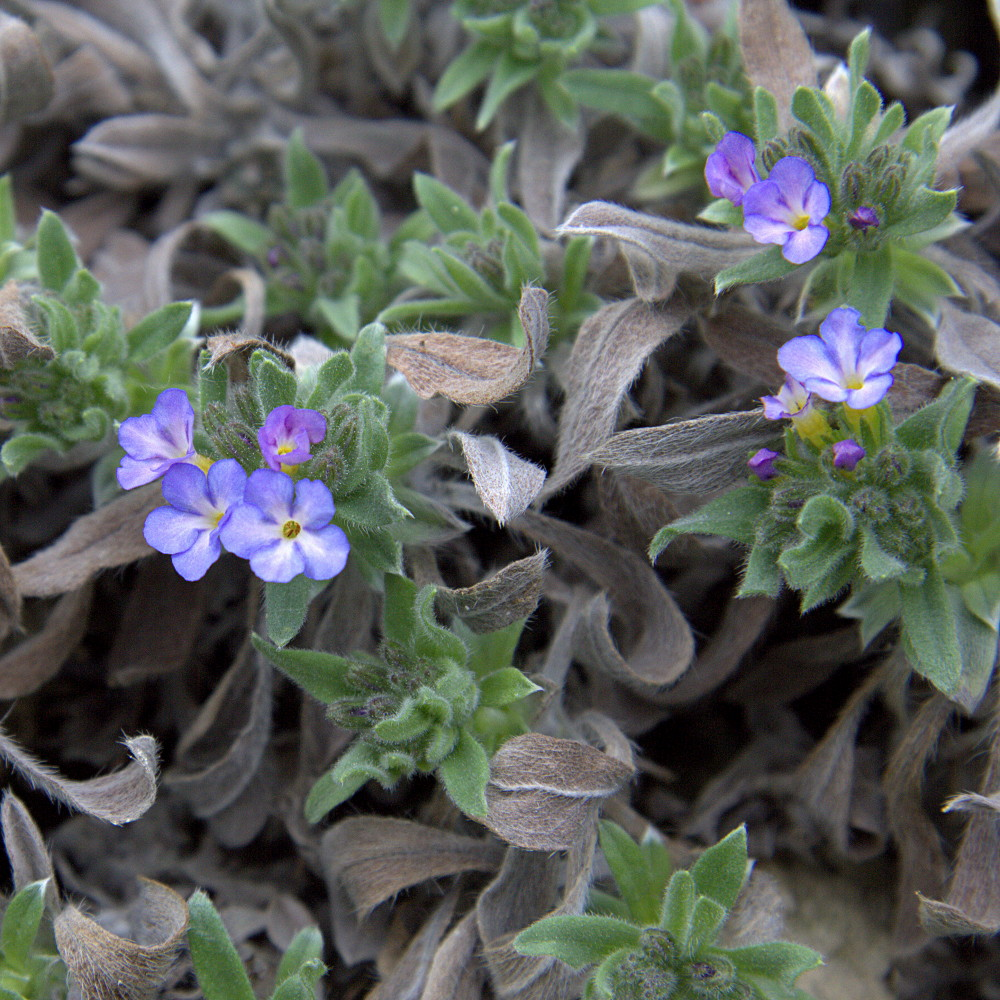
Alkanna aucheriana

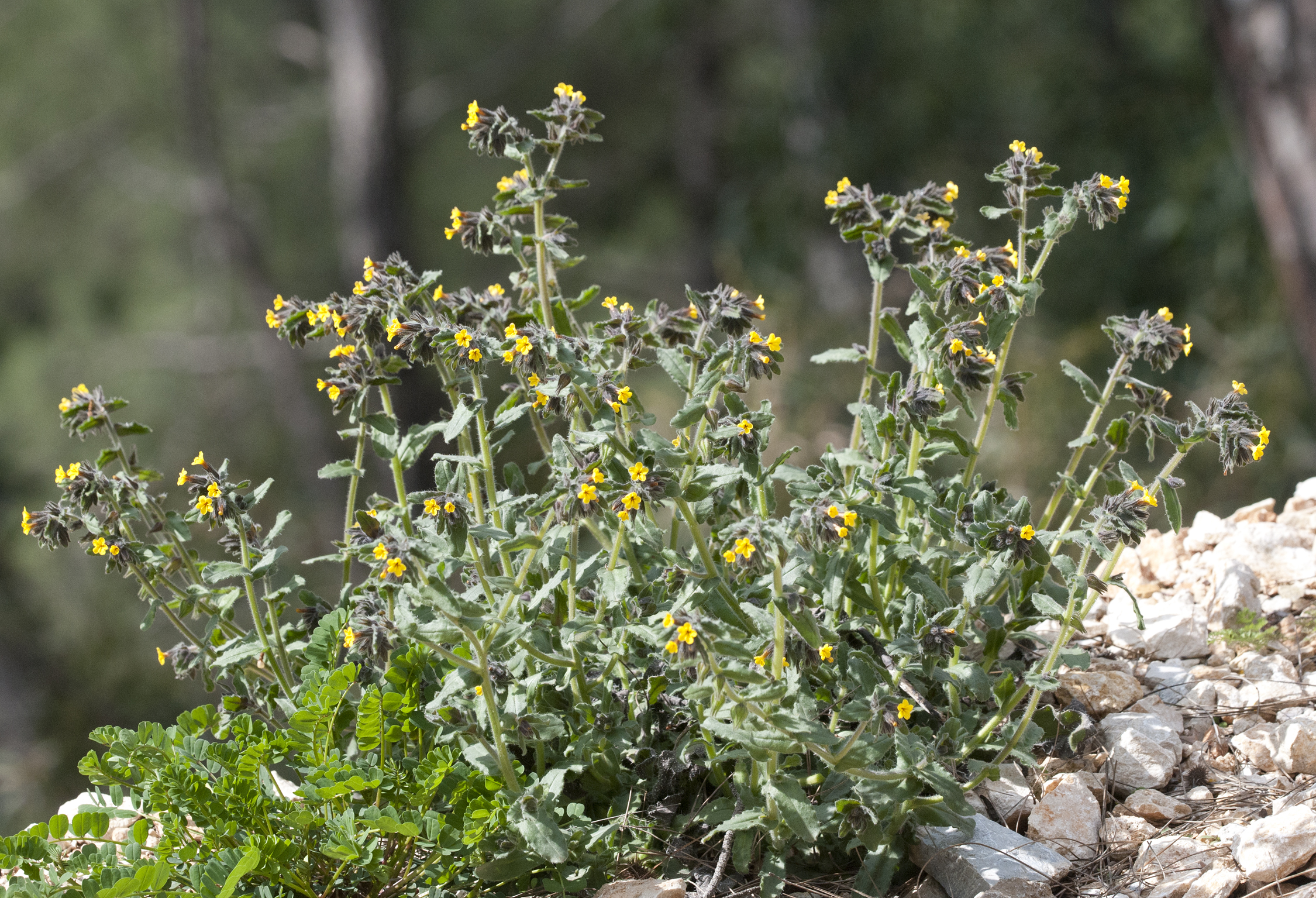
Alkanna kotschyana

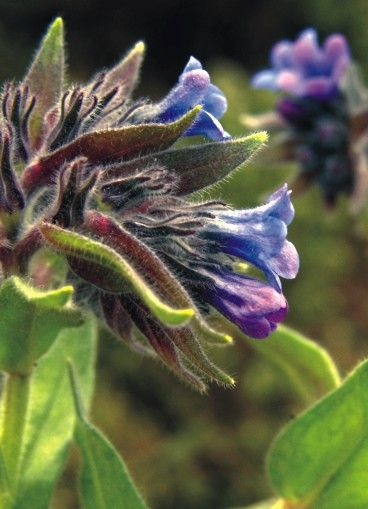
Alkanna noneiformis

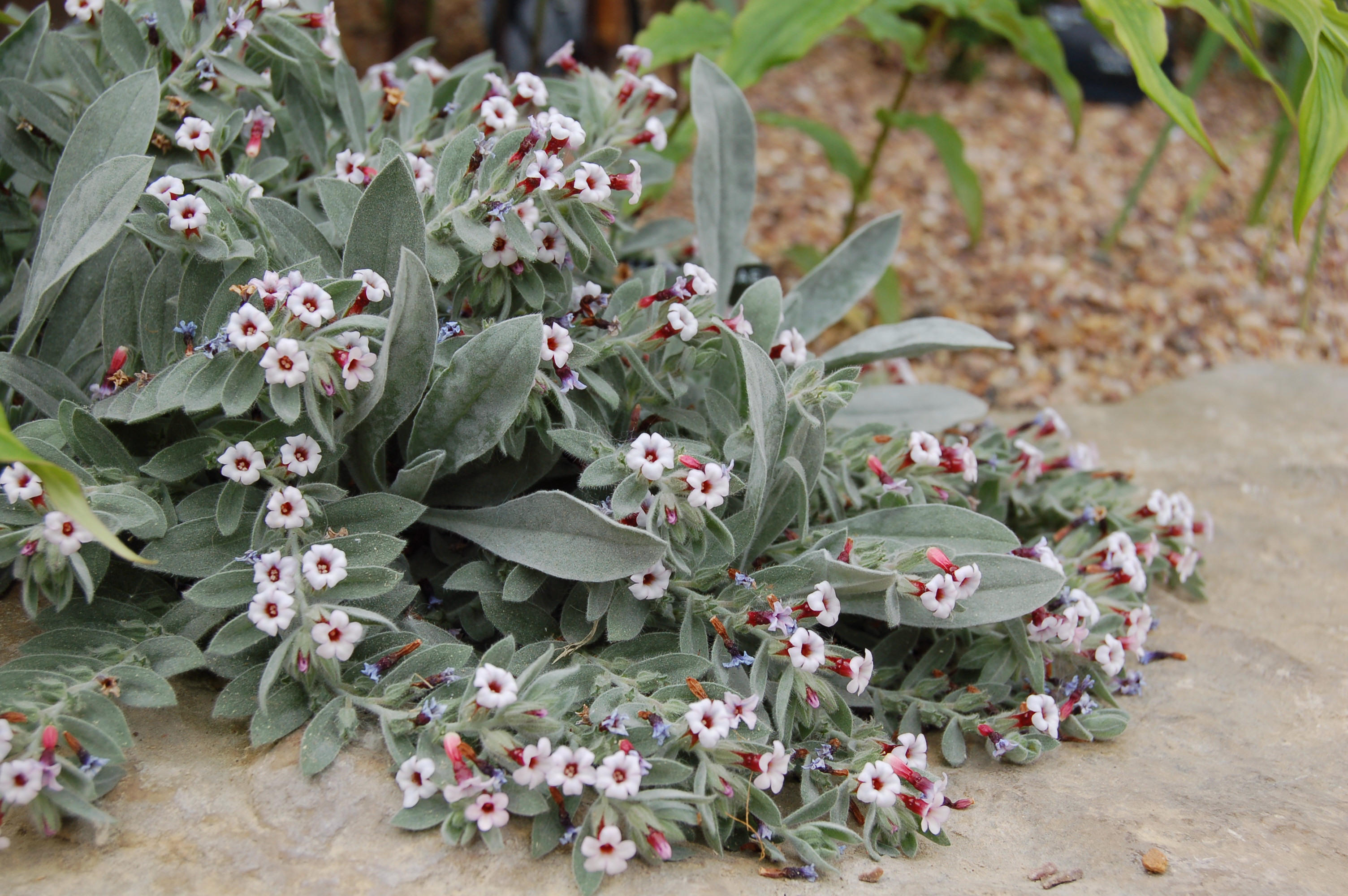
Alkanna oreodoxa

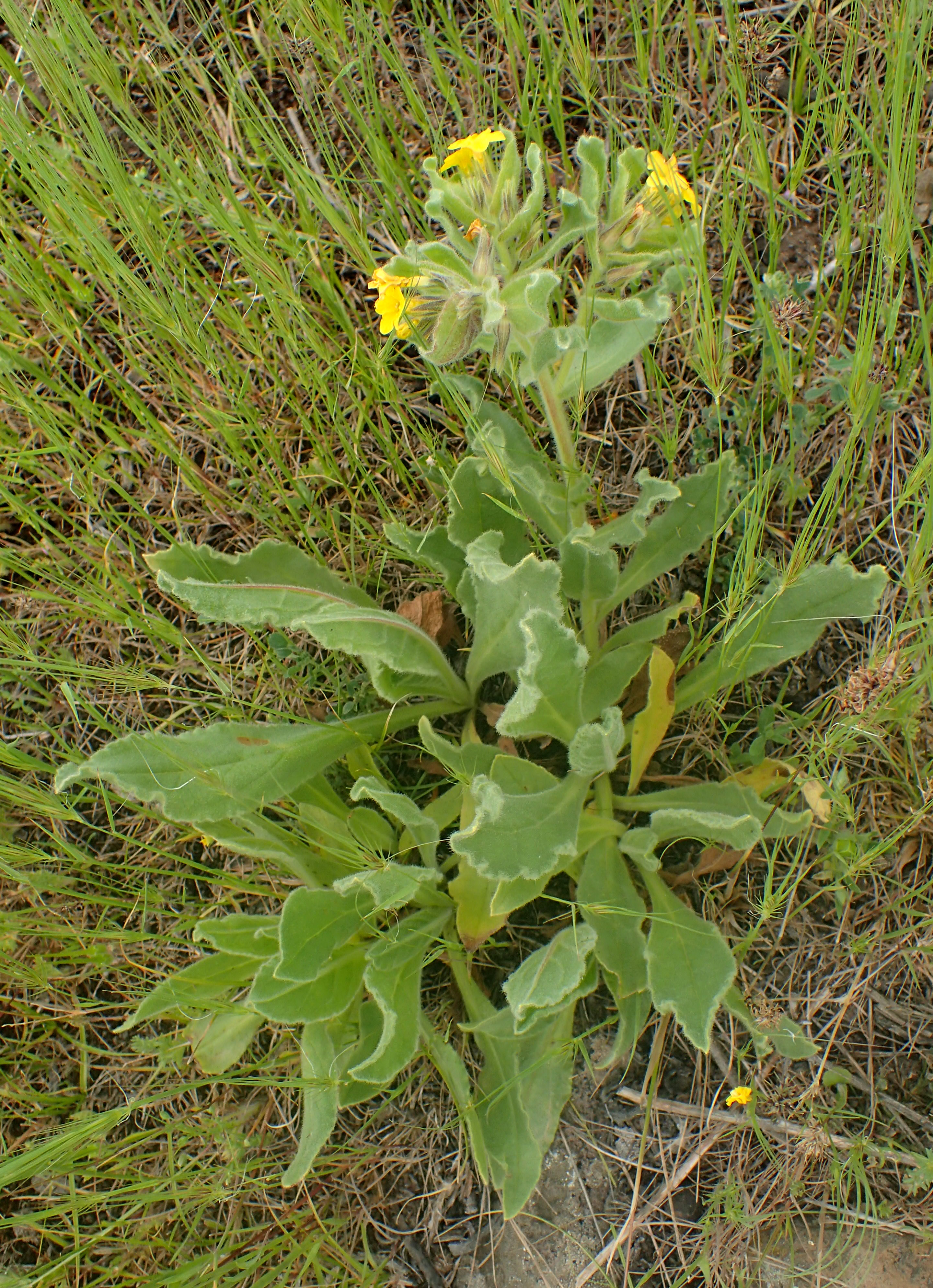
Alkanna orientalis

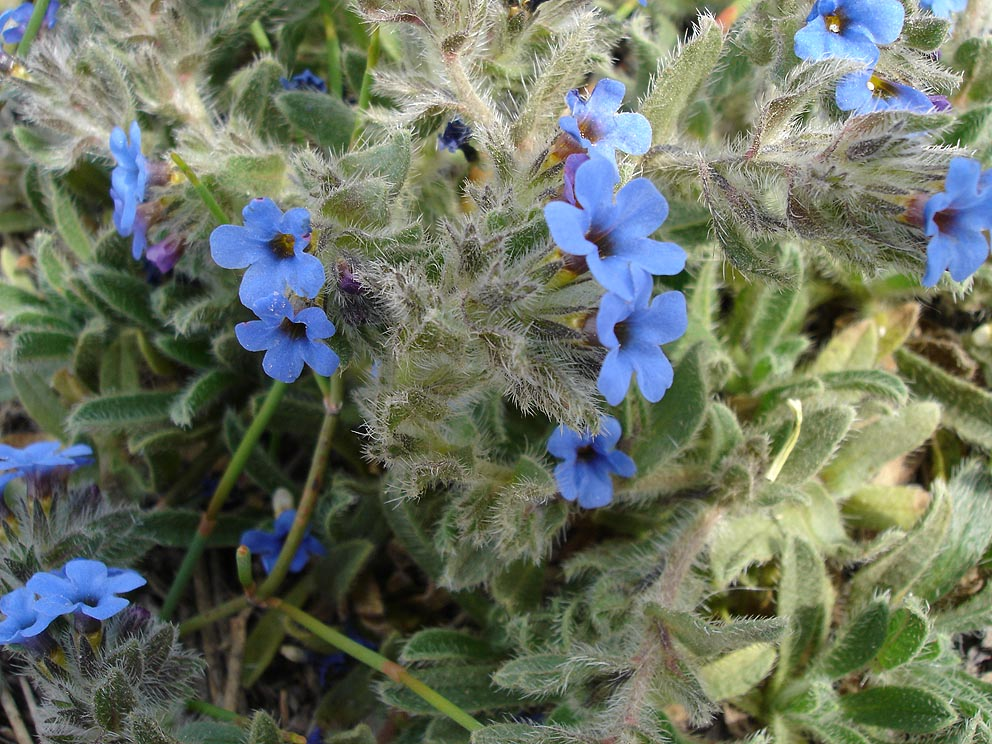
Schminkwurz (Alkanna tinctoria)

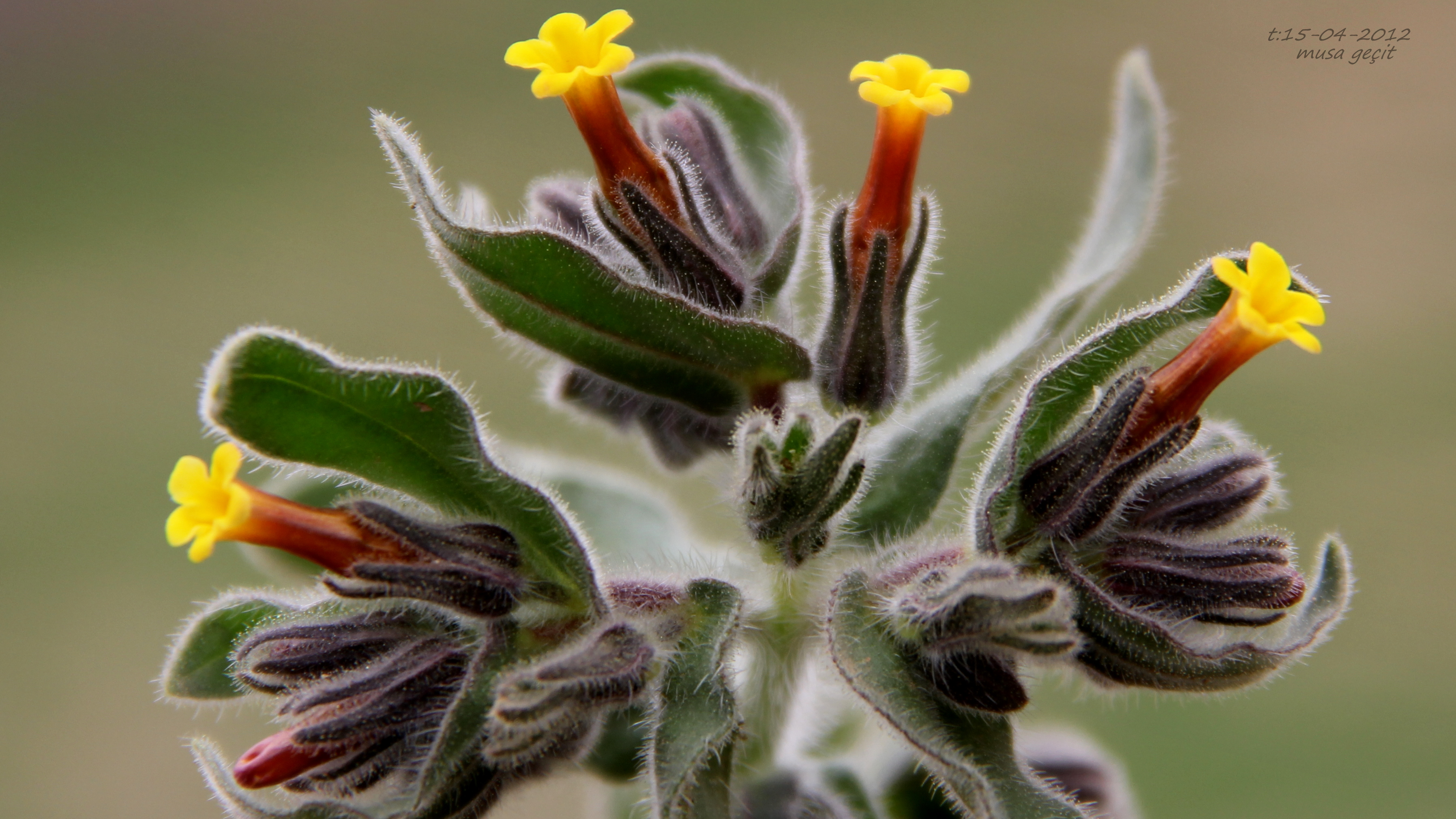
Alkanna trichophila

### Arten und ihre Verbreitung
Die 2021 etwa 50 Arten sind vom Mittelmeerraum bis zur irano-turanischen Florenregion in Südwestasien verbreitet. Das Zentrum der Artenvielfalt ist der asiatische Teil der Türkei. In der Türkei gibt es etwa 40 Taxa in etwa 34 Arten, davon gibt es etwa 34 Taxa nur dort, dies ergibt eine Endemismusrate von 82 % im türkischen Gebiet. Im Iran kommen seit 2021 etwa sechs Taxa vor.
Zur Gattung Alkanna gehören etwa 50 Arten:
- Alkanna amana Rech.f.: Sie kommt in der Türkei vor.[1]
- Alkanna areolata Boiss.: Sie kommt in der Türkei und auf Inseln in der Ägäis vor.[1]
- Alkanna attilae P.H.Davis: Sie kommt in der Türkei vor.[1]
- Alkanna aucheriana A.DC.: Sie kommt in der Türkei vor.[1]
- Alkanna bracteosa Boiss.: Sie kommt vom nördlichen Irak bis zum Iran vor.[2]
- Alkanna calliensis Heldr. ex Boiss.: Sie kommt in Griechenland vor.[1]
- Alkanna cappadocica Boiss. & Balansa: Sie kommt in der Türkei vor.[1]
- Alkanna chrysanthiana Kit Tan: Sie wurde 2009 aus Griechenland erstbeschrieben.[1]
- Alkanna confusa Rech.f.: Sie kommt in der Türkei und im Gebiet von Syrien und dem Libanon vor.[1]
- Alkanna corcyrensis Hayek: Sie kommt in Albanien und Griechenland vor.[1]
- Alkanna cordifolia C.Koch: Sie kommt in der Türkei vor.[1]
- Alkanna frigida Boiss.: Sie kommt vom nordöstlichen Irak bis westlichen sowie südlichen Iran vor.[2]
- Alkanna froedinii Rech.f.: Sie kommt in der Türkei vor.[1]
- Alkanna galilaea Boiss.: Sie kommt im Gebiet von Israel und Jordanien vor.[1]
- Alkanna graeca Boiss. & Spruner: Sie kommt in Bulgarien und in Griechenland vor.[1]
- Alkanna haussknechtii Bornm.: Sie kommt in der Türkei vor.[1]
- Alkanna hirsutissima (Bertol.) A.DC.: Sie kommt in der Türkei und im Gebiet von Libanon und Syrien vor.[1]
- Alkanna hispida Hub.-Mor.: Sie kommt in der Türkei vor.[1]
- Alkanna incana Boiss.: Sie kommt in der Türkei vor.[1]
- Alkanna jordanovii Kožuharov: Sie wurde 1989 aus Bulgarien erstbeschrieben.[1]
- Alkanna kotschyana A.DC.: Sie kommt in der Türkei und im Gebiet von Libanon und Syrien vor.[1]
- Alkanna leiocarpa Rech. f.:[1] Dieser Endemit kommt nur an den Westhängen der Bergkette Mount Lebanon im Libanon vor. Einige der Fundorte sind durch menschlichen Einfluss bedroht. Sie wurde 2016 in der Roten Liste der gefährdeten Arten der IUCN als EN = Endangered = stark gefährdet bewertet.[9]
- Alkanna leptophylla Rech. f.: Dieser Endemit kommt nur im südlichen Iran (Fars, Jahrom) vor.[2]
- Alkanna lutea Moris: Sie kommt in Portugal, Spanien, Frankreich, Korsika, Sardinien, Italien, Mallorca und Ibiza vor.[1]
- Alkanna macrophylla Boiss. & Heldr.: Sie kommt in der Türkei vor.[1]
- Alkanna macrosiphon Boiss. & Heldr.: Sie kommt in der Türkei vor.[1]
- Alkanna malatyana Şenol & Yıldırım: Sie wurde 2014 aus dem asiatischen Teil der Türkei erstbeschrieben.[1] Sie wurde bisher nur an einem Standort an Kalksteinfelswänden im Levent Canyon in der Provinz Malatya im östlichen Anatolien gefunden.[8]
- Alkanna maleolens Bornm.:[1] Dieser Endemit kommt nur an der Bergkette Mount Lebanon im Libanon vor. Sie wird nur an einem Fundort in Broummana im Distrikt Metn gesammelt. Es gab wohl früher Fundorte im selben Tal, diese Habitate sind zerstört und sie wurden dort seit 1966 nicht mehr gesammelt. Am einzigen noch bekannten Fundort geht der Bestand durch Habitatdegradation fortlaufend zurück. Sie wurde 2016 in der Roten Liste der gefährdeten Arten der IUCN als CR = Critically Endangered = vom Aussterben bedroht bewertet.[9]
- Alkanna megacarpa A.DC.: Sie kommt in der Türkei vor.[1]
- Alkanna methanaea Hausskn.: Sie kommt in Griechenland vor.[1]
- Alkanna noneiformis Griseb.: Sie kommt in Griechenland und in Serbien vor.[1]
- Alkanna oreodoxa Hub.-Mor.: Sie kommt in der Türkei vor.[1]
- Alkanna orientalis (L.) Boiss. (Syn.: Anchusa orientalis L., Alkanna hellenica (Boiss.) Rech. f., Alkanna leucantha Bornm., Alkanna orientalis var. leucantha (Bornm.) Hub.-Mor.): Sie kommt in Algerien, auf der Sinaihalbinsel, Griechenland, auf Inseln der östlichen Ägäis, im asiatischen Teil der Türkei, in Syrien, im Libanon, in Jordanien, Israel, Armenien, Bulgarien, Georgien und im westlichen Iran vor.[7][1]
- Alkanna pamphylica Hub.-Mor. & Reese: Sie kommt in der Türkei vor.[1]
- Alkanna pelia (Halácsy) Rech.f.: Sie kommt in Griechenland vor.[1]
- Alkanna phrygia Bornm.: Sie kommt in der Türkei vor.[1]
- Alkanna pinardii Boiss.: Sie kommt in der Türkei vor.[1]
- Alkanna pindicola Hausskn.: Sie kommt in Albanien, Griechenland und im früheren Jugoslawien vor.[1]
- Alkanna prasinophylla Rech.f.:[1] Dieser Endemit kommt nur an der Bergkette Mount Lebanon im Libanon vor. Einige der Fundorte sind durch menschlichen Einfluss bedroht. Sie wurde 2017 in der Roten Liste der gefährdeten Arten der IUCN als EN = Endangered = stark gefährdet bewertet.[9]
- Alkanna primuliflora Griseb.: Sie kommt in Bulgarien, Griechenland und im europäischen Teil der Türkei vor.[1]
- Alkanna pseudotinctoria Hub.-Mor.: Sie kommt in der Türkei vor.[1]
- Alkanna pulmonaria Griseb.: Sie kommt in Albanien, Griechenland und im früheren Jugoslawien vor.[1]
- Alkanna punctulata Hub.-Mor.: Sie kommt in der Türkei vor.[1]
- Alkanna sandwithii Rech.f.: Sie kommt in Albanien vor.[1]
- Alkanna sartoriana Boiss. & Heldr.: Sie kommt in Griechenland vor.[1]
- Alkanna saxicola Hub.-Mor.: Sie kommt in der Türkei vor.[1]
- Alkanna scardica Griseb.: Sie kommt in Serbien und in Albanien vor.[1]
- Alkanna semiromica Ranjbar & Khalvati: Sie wurde 2021 erstbeschrieben. Sie ist nur von einer Aufsammlung auf einem felsigen Standort in den Black Mountains in der Provinz Isfahan im südwestlichen Iran bekannt.[2]
- Alkanna shattuckia (Post) Post: Sie kommt in der Türkei vor.[1]
- Alkanna sieberi A.DC.: Dieser Endemit kommt nur auf Kreta vor.[1]
- Alkanna sieheana Rech.f.: Sie kommt in der Türkei vor.[1]
- Alkanna stojanovii Kožuharov: Sie wurde 1989 aus Bulgarien erstbeschrieben.[1]
- Alkanna stribrnyi Velen.: Sie kommt auf der Balkanhalbinsel vor.[1]
- Alkanna strigosa Boiss. & Hohen. (Syn.: Alkanna syriaca Boiss.): Sie kommt in Israel und im Gebiet von Syrien und Libanon vor.[1]
- Alkanna sumbulii Yıld.: Sie wurde 2013 aus dem asiatischen Teil der Türkei erstbeschrieben.[1]
- Schminkwurz (Alkanna tinctoria Tausch, Syn.: Alkanna bracteolata Greuter, Alkanna lehmannii (Tineo) A.DC., Alkanna matthioli Tausch, Alkanna tuberculata Greuter, Alkanna tuberculata (Forssk.) Meikle, Alkanna tinctoria subsp. lehmannii (Tineo) Nyman): Es gibt mehrere Unterarten:[1]
  - Alkanna tinctoria subsp. anatolica Hub.-Mor.: Sie wurde 1971 erstbeschrieben und kommt auf Kreta, auf Inseln in der Ägäis und im asiatischen Teil der Türkei vor.[1]
  - Alkanna tinctoria subsp. glandulosa Hub.-Mor.: Sie wurde 1977 erstbeschrieben und kommt im asiatischen Teil der Türkei vor.[1]
  - Alkanna tinctoria subsp. subleiocarpa (Hub.-Mor.) Hub.-Mor. (Syn.: Alkanna subleiocarpa Hub.-Mor.): Diese Neukombination erfolgte 1978. Sie kommt im asiatischen Teil der Türkei und auf Inseln der Ägäis vor.
  - Alkanna tinctoria subsp. tripolitana (Bornm.) Qaiser (Syn.: Alkanna tripolitana Bornm.): Diese Neukombination erfolgte 1979. Sie kommt nur in Libyen vor.[1]
  - Alkanna tinctoria Tausch subsp. tinctoria: Sie ist im Mittelmeerraum in Nordafrika, in Südeuropa, in Südosteuropa und in Vorderasien verbreitet.[1]
- Alkanna trichophila Hub.-Mor.: Sie kommt im asiatischen Teil der Türkei[1] und westlichen Aserbaidschan sowie Kurdistan[2] vor.
- Alkanna tubulosa Boiss.: Sie kommt in der Ägäis und im europäischen sowie asiatischen Teil der Türkei vor.[1]
- Alkanna verecunda Hub.-Mor.: Sie kommt im asiatischen Teil der Türkei vor.[1]
- Alkanna viscidula Boiss.: Sie kommt im asiatischen Teil der Türkei vor.[1]

## Nutzung
Aus der Wurzelrinde der Färber-Alkanna (Alkanna tinctoria), einer aus dem Mittelmeerraum stammenden, blau blühenden Art, wird Alkannin, der Ausgangsstoff für Farb- und Schminkstoffe gewonnen. Alkannin (ein Naphthochinonderivat) ist als lipophiler Lebensmittelfarbstoff zugelassen.